# PHL 5038
PHL 5038 — двойная звезда в созвездии Водолея на расстоянии приблизительно 240 световых лет (около 73,4 парсек) от Солнца. Возраст звезды оценивается в среднем как около 2,3 млрд лет.
Объект околопланетной массы PHL 5038 b открыт группой астрономов в 2009 году.

## Характеристики
Первый компонент — белый карлик спектрального класса DA. Масса — около 0,531 солнечной. Эффективная температура — около 7525 К.
Второй компонент (PHL 5038 b) — коричневый карлик спектрального класса L8. Масса — около 67,4 юпитерианской (0,06437 солнечной). Эффективная температура — около 1428 К. Удалён в среднем на 0,94 угловой секунды (67 а.е.).